# Anton Doornhein
Anton Doornhein (Rijnsburg, 27 augustus 1960) is een Nederlands organist.

## Levensloop

### Studie
Doornhein kreeg op zijn negende zijn eerste orgellessen aan de muziekschool in Katwijk bij Nico de Raad. Vervolgens ging hij naar het Rotterdams Conservatorium waar hij bij Jet Dubbeldam orgel studeerde. Zijn studie voltooide hij met de diploma's "Docerend Musicus" en "Uitvoerend Musicus". Vervolgens behaalde hij nog diploma's voor pianospel.
Doornhein volgde na zijn opleiding cursussen bij Albert de Klerk en Kamiel d'Hooghe. Voor zijn werk van de Franse orgelcultuur won hij twee maal de medaille Arts, Sciences et Lettres. In 1997 was dat de bronzen medaille en in 2004 de zilveren medaille. Daarnaast won hij meerdere malen concoursen.

### Carrière
Doornhein is als organist werkzaam in de Dominicuskerk in Rotterdam en in de aula van begraafplaats Oud Eik en Duinen in Den Haag. Van hem zijn er meerdere cd's verschenen met orgelwerken in de Sint Agathakerk in Lisse en de Grote Kerk te Beverwijk. Ook maakte hij orgelmuziek in het buitenland waaronder in Laken en Kevelaer. Hier maakte hij muziekstukken van Joseph Jongen. Daarnaast is hij ook muzikaal begeleider aan de Rotterdamse Dansacademie.

## Discografie
- Joseph Jongen Complete orgelwerken Volume 1
- Joseph Jongen Complete orgelwerken Volume 2
- Van den Heuvel Orgelbouw BV
- Adema-Philbert orgel Mozes en Aäronkerk Amsterdam
- Christian Müller-orgel Grote kerk Beverwijk
- Adema-orgel Sint Agathakerk Lisse

## Gewonnen concoursen
- Nationaal Orgelconcours (1985)
- Internationaal Orgelconcours (1988)
- César Franck Orgelconcours (2001)